# Huaynamota
Huaynamota, jedan od tri ogranaka pravih Cora Indijanaca, šire skupine Coran, porodica Juto-Asteci. Huaynamote su obitavali u dolini rijeke Río Grande de Santiago u meksičkoj državi Nayarit.